# Ryde, New South Wales
Ryde este o suburbie în Sydney, Australia.